# La massa di Pritcher
La massa di Pritcher (The Pritcher Mass) è un romanzo di fantascienza del 1972 scritto da Gordon R. Dickson.

## Trama
Nel ventunesimo secolo, un misterioso morbo respiratorio sta decimando l'aria terrestre. L'unica speranza per l'umanità risiede nella "Massa di Pritcher", una macchina alimentata da un campo di forza psichico. Tale campo è creato e mantenuto da individui con straordinari poteri paranormali. Tale Massa è progettata per raggiungere un pianeta abitabile.
Chaz Sant è consapevole di avere il tipo di capacità per salvarsi entrando nella Massa. Durante la sua lotta per superare l'esame di accesso alla massa, incontra Eileen una strega in grado di aiutarlo a superare l'esame.
Entrato nella Massa, comprende che la massa funziona come facciata per un piano di governo mondiale.
In un momento di meditazione comprende che Eileen è in pericolo e riesce a teletrasportarsi fuori dalla massa e a salvare Eileen, che nel frattempo era stata espulsa dalla zona sterile ed era rimasta contagiata dal morbo.
Dopo qualche nella zona infetta, Chaz incontra il "Pirata Rosso", una persona che si dichiara immune alla pandemia. Durante una conversazione tra Chaz e il Pirata Rosso, Chaz spiega che il morbo è un'illusione creata da un governo ombra per poter creare un nucleo di menti scelte, facendo perire tramite la suggestione della pandemia le menti più deboli.
I tre organizzano una sortita contro la sede centrale del governo di Chicago. Il piano riesce e scuotere le persone. Finalmente gli abitanti della terra comprendono di essere parte di un'unica Umanità e solo agendo unitamente potranno trovare un nuovo pianeta abitabile.

## Personaggi
- Chaz Sant: un uomo con poteri psichici
- Eileen:strega che aiuta Chaz
- Pirata Rosso: un uomo immune

## Edizione
- Gordon R. Dickson, La massa di Pritcher, collana Omega S.F. n. 4, traduzione di Lydia Lax, Milano, Omega S.F. Editrice, 1972  [1972],  p. 160.